# つつみ込むように…
「つつみ込むように…」（つつみこむように）は、1998年2月21日に発売されたMISIAのデビュー・シングル。

## 解説
デビュー曲でありMISIAの代表曲として挙げられるヒットナンバー。
MISIAは作詞を多く手掛けているが、収録曲2曲とも作詞に参加していない。
作詞・作曲の島野聡は、自身が男性2人組『Love Lights Fields』メンバーとして活動していた時に、本楽曲を製作。レコーディングも試みられたが、同グループのボーカルだった園田利隆の歌声で発表することに納得がいかず断念。いつか、この楽曲を歌いこなせる歌手に巡り会うまで、と封印していたという。
8cmCD、12cmCD、5000枚完全限定盤12インチ・アナログの3形態で発売。各盤によって収録曲は異なる。12cmCDはCDレーベル面をジャケットにしたピクチャーCD。
MVには、のちにEXILEのメンバーとなるMAKIDAIがバックダンサーで参加。MAKIDAIが参加しているRATHER UNIQUEシングル「つつみ込むように…〜R.U.WRAPPING〜」は、本楽曲をサンプリングしている。
音楽プロデューサーの横山裕章は、表題曲を「Just the Two of Us進行」が効果的に使われている例に挙げている。

## チャート推移
1998年3月9日付のオリコンチャートで8cm盤のみで93位に初登場している。12cm盤は1週遅れて8cm盤とともにチャートインしている（アナログ盤はチャートインせず）。オリコンシングルチャートでは、2001年5月より8cm盤と12cm盤を合算して集計するようになったが、8cm盤と12cm盤を合算して集計すると、登場10週目でTOP10入りした後、最高位8位（4週連続）を記録していたことになる。また、2回返り咲いて通算で7週TOP10入りしていたことになる。

## 収録曲
- 12インチ・アナログ盤
  - Side A
    1. つつみ込むように… (DAVE DUB MIX)
（作詞・作曲:島野聡 編曲:松井寛）
    2. つつみ込むように… (DJ WATARAI REMIX 〜featuring MURO)
（作詞・作曲:島野聡 & MURO 編曲:DJ WATARAI）

  - Side B
    1. Never gonna cry! (Junior Vasquez Remix)
（作詞:村上義之 & Tai 作曲:松井寛 編曲:Junior Vasquez/GOMI）
    2. Never gonna cry! (ORIGINAL MIX)
（作詞:村上義之 & Tai 作曲:松井寛 編曲:松井寛/鷺巣詩郎）

限定5000枚のうち、初期プレス盤Side Aのレーベルには“Original Mix”と誤植があった為に追加プレス盤はタイトルステッカーもジャケット右上部→左上部に変更して貼られ、両面ともプロモーション盤のような真っ白の無地で印字なしのホワイトレーベル仕様に変更される。追加プレス盤は初期プレス盤よりも生産枚数が少なく、更に稀少盤となっている。
- 8cm盤
  1. つつみ込むように… (ORIGINAL MIX)
（作詞・作曲:島野聡 編曲:松井寛）
  2. Never gonna cry! (ORIGINAL MIX)
（作詞:村上義之 & Tai 作曲:松井寛 編曲:松井寛/鷺巣詩郎）
  3. つつみ込むように… (ORIGINAL KARAOKE)
（作曲:島野聡 編曲:松井寛）
- 12cm盤
  1. つつみ込むように… (ORIGINAL MIX)
（作詞・作曲:島野聡 編曲:松井寛）
  2. つつみ込むように… (DJ WATARAI REMIX 〜featuring MURO)
（作詞・作曲:島野聡 & MURO 編曲:DJ WATARAI）
  3. Never gonna cry! (ORIGINAL MIX)
（作詞:村上義之 & Tai 作曲:松井寛 編曲:松井寛/鷺巣詩郎）
  4. Never gonna cry! (Junior Vasquez Remix)
（作詞:村上義之 & Tai 作曲:松井寛 編曲:Junior Vasquez/GOMI）
  5. Never gonna cry! (JV DUB MIX)
（作詞:村上義之 & Tai 作曲:松井寛 編曲:Junior Vasquez/GOMI）

## タイアップ
- つつみ込むように…（ORIGINAL MIX）
  - 「エルセーヌ」CMソング（1998年）
  - ソニー「Listen 群衆編」CMソング（2004年）

## 他ミュージシャンによるカバー
- 2000年（平成12年）12月23日、S.E.S.‐韓国でのアルバム『A letter from Greenland』収録、タイトルは「Show me your love」。
- 2009年（平成21年）1月28日、W.C.D.A. - 配信アルバム『つつみ込むように…』に収録。ハウス・ミュージック調のアレンジ。
- 2010年（平成22年）9月29日、JUJU - アルバム『Request』に収録。
- 2013年（平成25年）10月16日、森恵 - アルバム『Grace of the Guitar』に収録。
- 2021年（令和3年）10月31日、HAN-KUN - アルバム『Musical Ambassador』に収録。
- 2022年（令和4年）1月14日、iScream - 同名の配信シングル及びアルバム『i』に収録[6]。